# Escualdoniscus coiffaiti
Escualdoniscus coiffaiti är en kräftdjursart som beskrevs av Albert Vandel 1948. Escualdoniscus coiffaiti ingår i släktet Escualdoniscus och familjen Trichoniscidae. Inga underarter finns listade i Catalogue of Life.